# 793
Évszázadok: 7. század – 8. század – 9. század
Évtizedek: 740-es évek – 750-es évek – 760-as évek – 770-es évek – 780-as évek – 790-es évek – 800-as évek – 810-es évek – 820-as évek – 830-as évek – 840-es évek
Évek: 788 – 789 – 790 – 791 –  792 – 793 – 794 – 795 – 796 – 797 – 798

## Események

### Európa
- Nagy Károly elrendeli, hogy ássanak egy két kilométeres csatornát (Fossa Carolina, tényleges elkészülte vitatott) amelynek segítségével hajón át lehet jutni a Rajna és a Duna vízgyűjtő területei között.
- Nagy Károly sorozást rendel el a frízek között az avar hadjáratához. A frízek fellázadnak és megölik a kényszersorozó Theoderic grófot. Nagy Károly ennek hírére elhalasztja az avarok elleni hadjáratot.
- Kihasználva Nagy Károly keleti lekötöttségét, I. Hisám córdobai emír dzsihádot hirdet a frankok ellen és nagy sereget küld Septimaniába. Az arabok feldúlják Narbonne és Carcassone környékét, legyőzik az ellenük küldött Vilmos toulouse-i herceget, majd nagy zsákmánnyal visszatérnek az Ibériai-félszigetre.
- Vikingek támadják meg Northumbriában Lindisfarne apátságát. A kolostort kifosztják, sok szerzetest meggyilkolnak. Ez a támadás jelzi a viking kor kezdetét.
- Offa merciai király kolostort alapít St Albans-ban.

### Kelet-Ázsia
- Meghal Mun, a koreai Palhe királya. Mivel fia már korábban elhunyt, a trónt öccse, Te Voni örökli, akit azonban kegyetlen, önkényeskedő természete miatt saját miniszterei hamarosan meggyilkolnak. Az ország élére Mun unokája, a beteges Szong kerül.

## Születések
- Theophülaktosz, I. Mikhaél bizánci császár fia és társuralkodója

## Halálozások
- Mun, palhei király
- Te Voni, palhei király

## Fordítás
- Ez a szócikk részben vagy egészben  a(z)   793 című angol Wikipédia-szócikk ezen változatának fordításán alapul.  Az eredeti cikk szerkesztőit annak laptörténete sorolja fel. Ez a jelzés csupán a megfogalmazás eredetét és a szerzői jogokat jelzi, nem szolgál a cikkben szereplő információk forrásmegjelöléseként.